# みなもと悠
みなもと 悠（みなもと ゆう、12月15日 - ）は、日本の漫画家。女性。代々木アニメーション学院卒業。2002年に源ゆう名義で『ガンガンパワード』（スクウェア・エニックス）2003年冬季号に「フェイク」を掲載し、デビュー。

## 来歴

### デビューまで
高校生のころ、ボールペンで原稿を描き、少年誌に投稿をしていた。漫画の専門学校である代々木アニメーション学院に入学し、学校とアルバイトと原稿により、寝る間も惜しむ生活を送る。2002年、在学中に源ゆう名義で『ガンガンパワード』（スクウェア・エニックス）2003年冬季号に掲載された「フェイク」でデビューを果たす。馴染みの本屋でデビュー作が掲載された雑誌を購入したところ、すごく喜ばれたという。

### 連載開始
スクウェア・エニックスの雑誌などで読み切りの掲載を経て、2006年5月よりみなもと悠名義で『月刊少年チャンピオン』（秋田書店）にて「明日のよいち!」の連載を開始。バトルコメディを描いた同作は、2009年にテレビアニメ化される。2011年に「明日のよいち!」の連載終了後、同年5月から2012年12月号まで同誌で「土塚理弘×みなもと悠」名義で居合を題材とした学園コメディの「ハルポリッシュ」を連載。2013年1月号から2016年8月号まで同誌で「かみさまドロップ」を連載。2017年から2018年まで、『別冊少年チャンピオン』（同社）にて恋愛コメディの『わがままハニイホリック』を連載。

### 少年誌から少女誌へ
2019年、喜咲冬子の小説『華仙公主夜話 その麗人、後宮の闇を討つ』のコミカライズを『月刊プリンセス』（同社）の別冊付録『プリンセス・パレス』で連載開始。少年誌から少女誌へ移行した際、担当編集者からの「あまり意識しなくていい」という言葉や、同作はバトルや人情やファンタジーなど、少年誌に通じる部分が多い点から、みなもとは作画などについて、特に意識していない。2020年に本誌へ移籍し、2024年に連載を終了。

## 人物

### 交友など
- 氷川へきるの元アシスタントであり、『ぱにぽに』のアニメ、ドラマCDなどの取材漫画を何度か執筆している[15]。
- 土塚理弘とは元アシスタント（ヘルプアシ）の関係で、自身は土塚の初期の作品からのファンである[16]。
- 望月淳とは『Gファンタジー』での読み切り企画の同期として特に親交が深く、互いの作品がアニメ化した際に記念の合作イラストをブログ上で公開している[17][18]。
- 『明日のよいちらじを!』第37回（2009年4月3日配信分）にて、アニメ版監督の久城りおんと共にゲストとして出演した[19]。
- アニメ版「明日のよいち!」ではアイキャッチ原画を担当し、Bパートは毎回違うイラストを描き下ろした[18]。また、最終話Aパートの原画は自発的に新たに描き下ろしたものの、一度自分自身でリテイクを出し修正したものである[18]。
- これまでハマったものとして、お絵描き、げーむ、ゲーム実況動画の鑑賞、粘土やレジン細工、ひとりカラオケを挙げている[20]。

### 漫画制作
2021年時点では、Windowsのノートパソコンとマルチタッチ機能を搭載した液晶タブレットを使用している。みなもとはCLIP STUDIO PAINTについて、トーンと背景が圧倒的に時短で仕上がる点、トーンを貼った部分がカラーつきで表示されるため、塗り残しがわかりやすい点を、便利だと話している。

## 作品リスト

### 漫画作品

#### 連載
- 明日のよいち!（『月刊少年チャンピオン』2006年6月号[4] - 2011年3月号[5]）
- ハルポリッシュ（『月刊少年チャンピオン』2011年6月号[6] - 2012年12月号[7]） - 「土塚理弘×みなもと悠」名義[6]。
- かみさまドロップ（『月刊少年チャンピオン』2013年1月号[8] - 2016年8月号[9]）
- わがままハニイホリック（『別冊少年チャンピオン』2017年9月号[10] - 2018年7月号[11]）
- 華仙公主夜話（原作：喜咲冬子、『月刊プリンセス』別冊付録『プリンセス・パレス』vol.1〈2019年5月号[12]〉 - vol.3〈2020年4月号[21]〉→『月刊プリンセス』2020年9月号[13] - 2024年3月号[14]） - 連載開始時タイトルは『華仙公主夜話 その麗人、後宮の闇を討つ』[12]。
- バーチャルYouTuber 黒咲りんをかまってにゃ！（『月刊少年チャンピオン』2019年8月号[22] - 2020年4月号・『日刊月チャン』2019年7月8日[22] - 2020年3月7日〈同時連載[22]〉）
- ハケンの忍者アカバネ（『マンガクロス』2019年7月2日[23] - 2023年3月6日[23]）
- 私たちはカケちがっている（『チャンピオンクロス』2024年10月17日[24] - 連載中）

#### 読み切り
- フェイク（『ガンガンパワード』2002年冬季号） - デビュー作[1]。
- ヴィランズソウル（『ガンガンパワード』2003年冬季号[25]） - 『DOGスタイル』に収録[25]。
- iconoclast（『月刊Gファンタジー』2005年3月号）
- ネコったま!（『月刊Gファンタジー』2006年6月号[25]） - 『DOGスタイル』に収録[25]。
- 叶えてアイゼン（『月刊コミックアライブ』2006年8月号[25]、2006年10月号[25]） - 『DOGスタイル』に収録[25]。
- DOGスタイル（『チャンピオンRED いちご』2008年Vol.7[25]） - 『DOGスタイル』に収録[25]。
  - DOGスタイル 番外編（『チャンピオンRED いちご』2010年Vol.23[26]）
- モバこみゅ（『チャンピオンRED いちご』2009年Vol.17[27]）
- 楠木正成（『週刊新マンガ日本史』第15号[28]、2011年）
- タイトル不明（『月刊チャンピオンRED』2012年5月号付録『まおゆう魔王勇者 アンソロジーコミック小冊子「春の駄肉まつり」』[29][30]）
- わぼく記念日（『チャンピオンクロス』2016年[31]、『「刀剣乱舞-ONLINE-」アンソロジー -出陣準備中！-』収録[32]） - 『刀剣乱舞-ONLINE-』アンソロジー寄稿作品[32]。
- ラブコメ（『月刊少年チャンピオン』2017年2月号[33]） - 「新春ギャグフェスタ2017」参加作品[33]。
- たびだち記念日（『チャンピオンクロス』2017年3月7日[34]、『「刀剣乱舞-ONLINE-」アンソロジー ーただいま帰還！ー』収録[35]） - 『刀剣乱舞-ONLINE-』アンソロジー寄稿作品[35]。
- タイトル不明（『チャンピオンクロス』2017年5月16日[36]、『「KING OF PRISM by PrettyRhythm」アンソロジー ストリートのカリスマ』収録[37]） - 『KING OF PRISM by PrettyRhythm』アンソロジー寄稿作品[37]。
- 先生のおめがね（『月刊少年チャンピオン』2018年2月号）
- ほかほか記念日（『チャンピオンクロス』2018年5月8日[38][39]、『『刀剣乱舞-ONLINE-』アンソロジー ー任務遂行中！ー』収録[40]） - 『刀剣乱舞-ONLINE-』アンソロジー寄稿作品[40]。
- まんツーまん（『月刊少年チャンピオン』2018年12月号[41]、『お姉さんにイイことされちゃうアンソロジーコミック』収録[42]）
- ハゼル・リンカネーション（『チャンピオンRED』2019年6月号）
- さいつよビキニアーマー（『異世界でもおっぱいから目がはなせないッ!!アンソロジーコミック』2021年[43]）
- わさびが苦手な人…聞こえますか…（「Twitter」2021年7月28日[44]）

### 書籍
- 『明日のよいち!』、秋田書店〈少年チャンピオン・コミックス〉2006年 - 2011年、全15巻
- 『DOGスタイル〜みなもと悠短編集〜』秋田書店〈チャンピオンREDコミックス〉、年月日発売[45]、ISBN 978-4-253-23009-4
- 『ハルポリッシュ』、秋田書店〈少年チャンピオン・コミックス〉2011年 - 2012年、全5巻、「土塚理弘×みなもと悠」名義[6]
- 『かみさまドロップ』、秋田書店〈少年チャンピオン・コミックス〉2013年 - 2016年、全11巻
- 『わがままハニイホリック』、秋田書店〈少年チャンピオン・コミックス〉2018年、全3巻
- 『華仙公主夜話』、原作：喜咲冬子、秋田書店〈プリンセス・コミックス〉2020年 - 2024年、全6巻
- 『ハケンの忍者アカバネ』、秋田書店〈チャンピオンREDコミックス〉2020年 - 2023年、全4巻
- 『私たちはカケちがっている』、秋田書店〈少年チャンピオン・コミックス〉2025年 - 、既刊1巻（2025年4月8日現在）
  1. 2025年4月8日発売[46][47]、ISBN 978-4-253-29831-5

### その他
- 『チャンピオンREDいちご』Vol.25別冊付録イラストブック『いちご温泉へようこそ！』（2011年[48]） - イラスト収録[48]
- 秋田書店の東日本大震災チャリティ携帯用待ち受け画面配信（2011年4月15日[49]）
- 『チャンピオンREDいちご』Vol.32別冊付録イラストブック『濡れオトメ』（2012年[50]） - イラスト収録[50]
- 『チャンピオンREDいちご』Vol.42付録イラスト集『いちご温泉2014』（2014年[51]） - イラスト収録[51]
- 『チャンピオンREDいちご』Vol.43別冊付録『いちごポスター BEST COLLECTION』（2014年[52]） - イラスト収録[52]
- 『「刀剣乱舞-ONLINE-」アンソロジー ーただいま帰還！ー』（2017年[35]） - 表紙イラスト[35]
- 原作：石川浩司・原田高夕己『「たま」という船に乗っていた さよなら人類編』小冊子（2022年[53]） - ファンアート掲載[53]。